# Жинзифово
Жинзи́фово (болг. Жинзифово) — село в Кирджалійській області Болгарії. Входить до складу общини Кирджалі.

## Населення
За даними перепису населення 2011 року у селі проживали 367 осіб, з них 341 особа (99,7%) — турки.
Розподіл населення за віком у 2011 році:
Динаміка населення: